# Straubing
Straubing é um município do estado da Baviera, Alemanha. Está localizada na região administrativa da Baixa Baviera.
Straubing é uma cidade independente (Kreisfreie Städte) ou distrito urbano (Stadtkreis), ou seja, possui estatuto de distrito (kreis).
Era conhecida como Sorvioduro (Sorviodorum) durante o período romano.